# Claudia Stöckl (Illustratorin)
Claudia Stöckl (* 1973 in Rain am Lech) ist eine deutsche Erzieherin, Logopädin und Illustratorin.

## Leben
Die in Illdorf aufgewachsene Stöckl besuchte nach der Mittleren Reife die Fachakademie für Sozialpädagogik Dillingen. Folgend arbeitete sie einige Jahre als Erzieherin und absolvierte dann die Ausbildung zur Logopädin. Von 2004 bis 2008 studierte Stöckl Design an der Fachhochschule Münster, Schwerpunkt Illustration bei Marcus Herrenberger. Ein Auslandssemester (Malerei) verbrachte sie in Spanien. Das Bilderbuch Freunde sein war ihre Diplomarbeit.
Die Künstlerin illustriert vor allem Bilderbücher und sprachtherapeutische Materialien und Spiele. Über ihren Illustrationsstil schreibt die Augsburger Allgemeine, er sei „kraftvoll, plakativ und in warmen Farben gehalten. Ihre Helden haben eigene Charaktere, die die Künstlerin durchdacht entwickelt und gekonnt in Mienenspiel und Körpersprache einbringt. Alles in allem sind es herzerfrischende, liebenswerte Gestalten, die man einfach gern haben muss.“
Claudia Stöckl ist selbständige Unternehmerin.

## Illustrierte Werke (Auswahl)
- Jana und der Riese mit den roten Haaren, Echter 1998
- Alfred Maulwurf wird berühmt, Echter 2000
- Lauter Hexerei. Großes Basisspiel für Artikulationstherapie und Phonologie, Prolog 2004 (2. Aufl. 2010)
- Freunde sein, Minedition 2009[5]
- Iris. Rettung für kranke Eulenaugen, Minedition 2010
- Pig ten, Zoch 2010
- Schatz im Silbensee, Prolog 2010
- Fuchs und fertig, Zoch 2011[6]
- Der magische buchladen in Gefahr, VAK Verlag 2011
- Flossen hoch, Zoch 2012
- Ronnis rollende Fruchtkiste, Zoch 2014